# Astrothamnus
Astrothamnus is een geslacht van slangsterren uit de familie Gorgonocephalidae.

## Soorten
- Astrothamnus echinaceus (Matsumoto, 1912)
- Astrothamnus mindanaensis Döderlein, 1927